# Cmentarz mariawicki w Płocku
Cmentarz mariawicki w Płocku (ul. Norbertańska 25)
Cmentarz należy do Starokatolickiego Kościoła Mariawitów, założony został w 1906 i zajmuje powierzchnię 0,55 ha. Teren pod cmentarz został zakupiony notarialnie od Adolfa Blumberga za 500 rubli, którą to sumę, on oświadczający, otrzymał w całości, w gotówce z rąk współzgłaszającej się Feliksy Kozłowskiej.
Pierwszą osobą na nim pochowaną była siostra zakonna Marianna Bernarda Lewandowska; zmarła 7 maja 1906. 
Na cmentarzu znajdują się groby osób zasłużonych dla mariawityzmu, a wśród nich:
- siostry Anny M. Hortulany Kozłowskiej, wdowy po powstańcu styczniowym, matki św. Marii Franciszki Kozłowskiej,
- siostry Zofii M. Archangeli Szymanowskiej, kierowniczki prywatnej szkoły mariawickiej w Płocku,
- ks. Kopystyńskiego, lekarza płockiego,
- ks. Janosa M. Gracjana Simona, duchownego mariawickiego z Węgier,
- biskupa Stanisława M. Tymoteusza Kowalskiego, zwierzchnika Kościoła Starokatolickiego Mariawitów w latach 1972-1997.

W 1995 na cmentarzu znajdowało się ponad 200 mogił biskupów, kapłanów, sióstr zakonnych i parafian. Mogiły (w tym wiele ziemnych), ułożone są w rzędach, mają proste metalowe krzyże i skromne tablice nagrobne.